# Аксенов Олександр Никифорович
Олекса́ндр Ники́форович Аксенов (Аксьонов) (нар. 9 жовтня 1924, село Кунторовка, тепер Вітківський район, Гомельська область, Білорусь — 8 вересня 2009, місто Мінськ, Білорусь) — радянський і білоруський державний та партійний діяч. Член ЦК КПРС (1976–1990 рр.). Депутат Верховної Ради СРСР 7—11-го скликань (1966–1989 рр.).

## Біографія
Народився в бідній селянській родині. У 1938 році закінчив семирічну школу, вступив до комсомолу.
У 1938—1941 роках — учень Гомельського педагогічного училища. У липні 1941 року був евакуйований до Чкаловської області РРФСР.
У 1941—1942 роках працював обліковцем тракторної бригади колгоспу «Пролетарская сила» Гавриловського району Чкаловської області.
У 1942—1943 роках — у Червоній армії, учасник німецько-радянської війни. З серпня по листопад 1942 року — курсант Чкаловського військового піхотного (кулеметного) училища РСЧА. Учасник оборони Сталінграда: командир відділення і взводу. З березня по серпень 1943 року лікувався у військових госпіталях. Комісований з армії після поранення.
У серпні 1943 — лютому 1944 року — завідувач Ізяк-Нікітинської початкової школи Гавриловського району Чкаловської області.
У 1944 році — 1-й секретар Гавриловського районного комітету ВЛКСМ Чкаловської області.
У березні 1944 — травні 1945 року — заступник завідувача відділу шкіл Барановицького обласного комітету ЛКСМ Білорусі; 1-й секретар Барановицького міського комітету ЛКСМ Білорусі.
Член ВКП(б) з 1945 року.
У травні 1945 — лютому 1950 року — секретар Барановицького обласного комітету ЛКСМ Білорусі із військово-фізкультурної роботи та із кадрів.
У лютому 1950 — 1953 року — 1-й секретар Гродненського обласного комітету ЛКСМ Білорусі.
У 1953—1954 роках — секретар із кадрів, 2-й секретар ЦК ЛКСМ Білорусі.
У вересні 1954—1957 роках — 1-й секретар ЦК ЛКСМ Білорусі.
27 грудня 1956 — 22 жовтня 1959 року — секретар ЦК ВЛКСМ.
У 1957 році закінчив заочно Вищу партійну школу при ЦК КПРС.
У липні 1959 — квітні 1960 року — заступник голови КДБ Білоруської РСР.
У квітні 1960 — 5 вересня 1962 року — міністр внутрішніх справ Білоруської РСР. 5 вересня 1962 — грудень 1965 року — міністр охорони громадського порядку Білоруської РСР, генерал внутрішньої служби III-го рангу.
У грудні 1965 — 21 липня 1971 року — 1-й секретар Вітебського обласного комітету КП Білорусі.
16 липня 1971 — 4 грудня 1978 року — 2-й секретар ЦК КП Білорусі.
11 грудня 1978 — 8 липня 1983 року — голова Ради міністрів Білоруської РСР.
11 липня 1983 — 3 січня 1986 року — надзвичайний і повноважний посол СРСР у Польській Народній Республіці.
16 грудня 1985 — 16 травня 1989 року — голова Державного комітету СРСР з телебачення та радіомовлення.
Одночасно у 1986—1989 роках — голова правління Товариства радянсько-польської дружби.
З травня 1989 року — персональний пенсіонер союзного значення. Був звільнений з посади після багатьох скарг на послаблення ідеологічного контролю над ТБ, формальним приводом став виступ Марка Захарова з вимогою захоронити Леніна.
Помер 8 вересня 2009 року. Похований на Східному (Московському) цвинтарі міста Мінська.

## Нагороди
- чотири ордени Леніна[6]
- орден Жовтневої Революції
- два ордени Трудового Червоного Прапора
- орден Слави 3-го ступеня
- орден Вітчизняної війни 1-го ступеня
- медалі й Почесні грамоти Верховної Ради БРСР та Ради міністрів Білорусі